# Antoine François Bertrand de Molleville
Pour les articles homonymes, voir Bertrand et Molleville.
 (mars 2012).
Antoine François Bertrand de Molleville, né à Toulouse le 28 mars 1744 et mort à Paris le 30 décembre 1818, est un homme politique français.
Il fut conseiller au Parlement de Toulouse en 1766, puis maître des requêtes en 1774 et finalement Intendant de Bretagne, en 1784.

Bertrand de Molleville est chargé en 1788 de la mission de dissoudre le parlement de Bretagne. Favorable à la réunion des États généraux de 1789, il conseille par la suite au roi la dissolution de l’Assemblée. Nommé ministre de la Marine et des Colonies, il organise l’émigration des officiers en masse. Du fait de nombreuses dénonciations, il démissionne de ses fonctions et devient le chef de la police secrète royaliste. Avant et après la journée du 10 août 1792, il essaie de faire évader le roi, mais il doit se résoudre à fuir en Angleterre.

## Biographie

### Jeunesse
Antoine François de Bertrand de Molleville est reçu conseiller au Parlement de Toulouse en 1766. Il a comme secrétaire Bernard-François Balssa, futur père d’Honoré de Balzac. On retrouve ce Bernard François Balssa en 1771 à Montesquieu-Volvestre, puis en 1773 à Paris, toujours au service de Bertrand de Molleville, devenu conseiller du roi.
Antoine François de Bertrand de Molleville fait son apprentissage à l'école du ministre Maupeou. Il est maîtres des requêtes en 1774. Il défend, en 1775, la mémoire du chancelier Jean de Bertrand, seigneur de Frazin, frère de son ancêtre, attaquée par Condorcet dans son Éloge du chancelier de L'Hôpital, mais il ne publie cette apologie qu'après l'avoir communiquée à Condorcet lui-même,. Antoine François de Bertrand de Molleville est nommé Intendant de Bretagne en 1784.

### Intendant de Bretagne  de 1784 à 1789

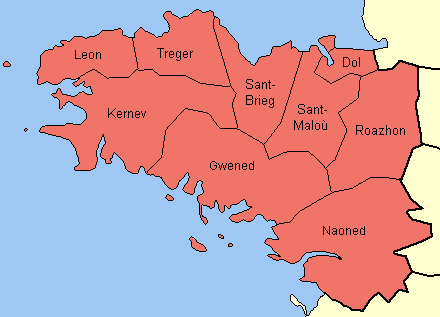
La Bretagne en 1789

L'intendance de Bretagne est créée en 1689 par Louis XIV, après deux tentatives en 1636 et 1647. Le gouverneur de Bretagne n'ayant plus qu'un rôle de prestige, l'intendant est le relais essentiel de la volonté de la monarchie.
L’intendant de Bretagne, Caze de La Bove, partisan idéologique de la physiocratie, était ouvertement hostile aux corporations. Bertrand de Molleville lui succède en 1784 (Marc Antoine Le Fèvre de Caumartin sera brièvement intendant au début de l'année) partageant cette idéologie, et prône par l'écrit la liberté que chacun puisse choisir sa profession et son lieu d'exercice.
Bertrand de Molleville (1784-1789) se préoccupe d'encourager ses subdélégués, de les défendre et de leur faire acquérir des grâces du roi. N'ayant pu leur faire accorder un traitement régulier, il les fait récompenser par des gratifications gouvernementales. Les tensions existantes entre l'intendant et le parlement de  Bretagne conduisent Bertrand de Molleville à envisager le transfert de l'intendance à Nantes. Dans le temps même où le pouvoir royal songe à faire enregistrer d'autorité l'édit concernant les corporations bretonnes, un autre conflit, très sérieux, l'oppose au parlement de Rennes, à propos d'une réforme des droits perçus sur le tabac. Dans un rapport global adressé à Calonne le 21 décembre 1785, Bertrand de Molleville, ne peut qu'affirmer que « le Parlement d'un côté et les États de l'autre, asservissent tout, veulent tout gouverner tout administrer et tout faire : ils ne sont jamais arrêtés par les bornes du pouvoir qui leur est confié, soit parce qu'ils n'ont pas assez de lumières pour les connaître, soit parce qu'ils sont intéressés à les ignorer ».
Le pouvoir opte alors une nouvelle fois pour la négociation, Bertrand de Molleville jugeant, tout comme Calonne, plus à propos d'attendre la prochaine assemblée des États de Bretagne. Répondant à Calonne, Bertrand de Molleville, conclut, le 14 décembre 1785, que les États de Bretagne ne sont pas fondés à former opposition, mais ne masque pas qu'il est certain que le principal privilège de la province consiste en ce qu'on ne peut y faire une levée sans le consentement des États de Bretagne.
Molleville reçoit, avec le titre de commissaire du roi, la dangereuse mission de faire enregistrer les édits du chancelier de France restreignant les pouvoirs des parlements du royaume. Bientôt les parlements opposent au ministère une résistance qui finit par leur exil. Molleville prend une part active dans les évènements politiques, lors de la division qui éclate entre le parlement et le ministère. Quelque cinq cents jeunes gens conduits par Moreau, les molestent fort. C’est la première journée révolutionnaire, avant 1789. Il n'échappe qu'avec peine, ainsi que le comte de Thiars, aux bâtons de la jeunesse bretonne, qui s'arme pour défendre ses magistrats et ses franchises provinciales. 
Lors de l’élection des députés aux États généraux, en mai 1789, Henri de Thiard de Bissy, commandant des armées du roi en Bretagne, doit affronter des combats de rues à Rennes, et n’arrête l’effusion de sang qu’au péril de sa vie. De Thiard et Bertrand de Molleville sont lapidés par la foule et contraints de se réfugier au palais du gouverneur.

### Ministre de la Marine et des Colonies
Molleville est favorable à la réunion des États généraux de 1789, mais par la suite il conseille au roi la dissolution de l’Assemblée. Il veut faire revenir les émigrés en France pour réorganiser le parti royaliste et augmenter la popularité de Louis XVI.
Il est ministre de la Marine et des Colonies, de Louis XVI du 7 octobre 1791 au 16 mars 1792. Il succède à Claude Antoine de Valdec de Lessart (1741-1792). Bertrand de Molleville est aux yeux des constitutionnalistes un ministre contre-révolutionnaire, et un peu trop préféré par la cour à tous les autres. Bertrand de Molleville, détestant la Constitution, s'enveloppe avec art dans le texte pour en attaquer l'esprit. À peine est-il  nommé qu'une opposition très vive éclate contre lui dans le sein de l'Assemblée législative. L’opposition du côté gauche est souvent soutenue par celle du côté droit, qui, voulant transiger avec la révolution et faire succéder au roi par la grâce de Dieu un roi constitutionnel, se défie du zèle de Molleville et des traditions du ministère Maupeou. Bertrand de Molleville présente, le 31 octobre 1791, à l'Assemblée législative un état des forces navales de la France, et un projet d'améliorations à introduire dans le service des ports et des arsenaux ;  mais ses plans ne sont pas adoptés par le Comité de la marine et des colonies.
Au mois de décembre 1791, le conseil général du Finistère le dénonce à  l'Assemblée législative, comme ayant donné des renseignements mensongers sur le nombre des officiers de marine présents. Une seconde dénonciation du Comité de la marine et des colonies est pour Bertrand de Molleville le sujet d'une nouvelle défense qui ne paraît pas satisfaisante à l'Assemblée législative : il s'agit des congés accordés aux officiers de marine, qui en profitent pour émigrer. Molleville est, par décret de l'Assemblée, dénoncé au roi, qui ne tient aucun compte de cet avertissement. M. Bertrand de Molleville est très attaché à Louis XVI, mais il reste imbu de cette fausse maxime, que la liberté des peuples est nécessairement orageuse.
Simon-Nicolas-Henri Linguet et beaucoup d’autres députés portent des accusations contre le ministre Antoine François Bertrand de Molleville, mais Antoine Chrysostome Quatremère de Quincy et Jacques Claude Beugnot, le 13 janvier 1792, le soutiennent.  
L'expédition de Saint-Domingue lui vaut bien des critiques. On reproche au ministre, tantôt de n'avoir choisi pour cette expédition que des aristocrates, tantôt de s'opposer secrètement à l'émancipation des noirs. Bertrand de Molleville, dans un discours mieux accueilli que les autres par l'Assemblée législative, attribue les maux de Saint-Domingue à la Société des amis des Noirs. La perte de Saint-Domingue lui est attribuée, même si l'Assemblée législative use d'équité peut-être autant que d'indulgence en refusant de donner suite à l'accusation proposée à ce sujet contre le ministre de la marine. 
Le lendemain même du jour où l'Assemblée l'absout, Hérault de Séchelles est chargé par elle de faire sur la conduite de Bertrand de Molleville un rapport qu'on met sous les yeux du roi. Celui-ci se déclare naturellement pour son ministre de la Marine et des Colonies, mais cédant aux instances de ses collègues, Bertrand-Molleville doit quitter le ministère de là marine. Son départ permet à l'assemblée législative de faire voter les 24 et 28 mars 1792 un décret qui impose dans les colonies l'égalité entre les Blancs et les hommes de couleur libres et aux nouveaux ministres jacobins Roland, Clavière -ce dernier membre fondateur de la Société des Amis des Noirs- de convaincre le roi de le sanctionner le 4 avril. 
Bertrand-Molleville est jaloux de la popularité du ministre de la guerre, Louis Marie Narbonne Lara et blâme ses condescendances pour l'Assemblée législative. Narbonne se plaint de la conduite de Bertrand de Molleville, de ses dispositions inconstitutionnelles, et demande au roi de le faire sortir du ministère. En février 1792, Bon-Claude Cahier de Gerville, autre ministre du roi, a eu une violente dispute avec Bertrand de Molleville.

### La police secrète royaliste
Armand Marc de Montmorin Saint-Hérem sorti du ministère le 20 novembre 1791, forme avec Pierre-Victor Malouet, et Antoine François Bertrand de Molleville et quelques autres une sorte de conseil privé que Jean-Louis Carra dénonce dans son journal sous le nom de comité autrichien. C'est effectivement Molleville, avec aussi Rivarol et Arnaud de Laporte, qui coordonnent l'effort des royalistes pour calmer la fureur de la révolution et servir leur roi. Plus de 1500 personnes (auteurs, chanteurs et lecteurs publics) sont employées à cet effet pour lesquels ils dépensent plus de 200 000 livres par mois. En ce temps, Arnaud de Laporte, crée un club appelé "Le National" au Carrousel. Les appartements au Louvre occupés par La Porte sont le centre de stratégie où le roi et ses fidèles discutent et lancent leurs efforts. Après la journée dite des poignards (28 février 1791) il réussit à gagner Mirabeau à la cause royale. Mais c’est le roi qui l’oblige à travailler avec Marguerite-Louis-François Duport-Dutertre, un constituant.
Cette police secrète, surnommée donc « comité autrichien », a surtout comme but de payer des ouvriers du faubourg Saint-Antoine pour s’emparer des tribunes, comme le font les révolutionnaires. Mais dans la majorité des cas uniquement par conviction, et faire applaudir et crier pour le roi. Dans le courant de juin, Bertrand de Molleville présente à Louis XVI un plan conçu par un sieur Buot, juge de paix, que ce prince lui avait adjoint comme agent principal. Ce projet n'a d'autre résultat que la mort de son auteur.
Bertrand de Molleville  essaie de surveiller les démarches des partisans de la révolution et veut  procurer à la cour un peu plus d'influence sur la garde nationale, et les habitants de Paris les plus politisés. Deux mois après, Bertrand de Molleville est dénoncé au Club des Jacobins, comme un des principaux membres du comité autrichien. Il adresse dans cette occasion, au tribunal de police correctionnelle, une plainte à laquelle le funeste sort d’Étienne de La Rivière empêche de donner quelque suite. Ce juge de paix avait admis la plainte; mais on lui reproche à lui-même des poursuites illégales contre plusieurs députés, et un décret d'accusation est lancé contre lui.
Bertrand de Molleville continue néanmoins à faire tout ce qu’il peut en faveur de son roi. Il est l’un des derniers hommes politiques à se rendre  régulièrement au palais des Tuileries. Mais il ne fait que compromettre le roi en croyant le servir. Il lui coûte très cher et aucun de ses projets ne réussit.
Le 29 mai 1792, le jour du licenciement de la Garde constitutionnelle du Roi, Antoine François Bertrand de Molleville demande au roi d'aller à l'Assemblée avec 100 gardes, et d'y dénoncer ce texte de lois : Je viens remplir ce devoir, et vous représenter l'irrégularité du décret qui ordonna le licenciement de ma garde constitutionnelle....
Après la journée du 20 juin 1792, il soumet à Louis XVI un plan pour assurer sa sortie de Paris; mais une indiscrétion en empêche l'exécution. Molleville avait inutilement épuisé la liste civile pour payer des clubs royalistes, des orateurs de tribunes, des orateurs de groupes, de prétendus séducteurs qui ne séduisaient personne et gardaient pour eux les fonds de la cour.
À la suite de la disgrâce de son protecteur, Bernard François Balzac, père d’Honoré de Balzac perd son emploi de secrétaire au ministère de la Marine en 1792. Il n'est pas impossible qu'il soit alors devenu un entremetteur jouant double jeu pour renseigner les réseaux d’espionnage de l’ancien ministre Bertrand de Molleville.

### Après la journée du 10 août 1792
Selon Bertrand de Molleville, Jérôme Pétion a essayé de récupérer l'ordre de faire feu sur le peuple : répondre à la force, par la force, en convoquant Jean Gaillot de Mandat, et en le faisant assassiner devant l’hôtel de ville. Antoine François Bertrand de Molleville écrira qu’on a enlevé l’ordre de sa poche de cet officier, ce qui n'est en rien certain.
Après la journée du 10 août 1792, Claude Fauchet (1744-1793) fait voter par ceux des députés qui continuent à siéger, c’est-à-dire les révolutionnaires républicains, un décret d’accusation qui renvoie  devant la Haute Cour de justice d’Orléans plusieurs anciens ministres partisans notoires de la monarchie constitutionnelle : 
- Armand Marc de Montmorin Saint-Hérem (1745-1792),
- Marguerite-Louis-François Duport-Dutertre (1754-1793),
- Louis Le Bègue Duportail, qui émigre en 1794 vers les États-Unis
- Louis Hardouin Tarbé, qui parvient à se cacher
- et Bertrand de Molleville.

Celui-ci projette encore de faire évader le roi. En vain ! Il parvient toutefois à émigrer, malgré un décret d'accusation le 15 août et un rapport du très zélé Louis Gohier. Il surmonte beaucoup d'obstacles, et se rend en Angleterre, où il s'occupe de travaux littéraires, jusqu'à sa rentrée en France après les évènements de 1814. Son Histoire de la révolution de France renferme le détail de ce qui se passa sous ses yeux jusqu'à la mort du roi. 
Bertrand de Molleville est l'inventeur du sécateur, invention qu'il introduit en France à son retour en 1814. 
Il meurt à Paris le 19 octobre 1818 et est inhumé dans l'église de Ponsan-Soubiran.

## Famille
Il est le fils de Marc Antoine de Bertrand (1717-1792), marquis de Montesquieu-Volvestre (héritier de Simon de La Loubère), et de Marie Henriette de Paulo.
Il se marie le 8 mai 1774 avec Louise Marie Vernier d'Audrecy (1755-1794) (fille de Vernier d'Audrecy (1718-1799), conseiller au Châtelet (1739), conseiller au Grand Conseil (1746 et 1774), conseiller au Parlement de Paris (1771), puis président au Grand Conseil (1780-1791) ; et de Marie Victoire Brillon du Perron (1729-1804)). Ils ont cinq filles et quatre garçons, dont :
- Jean Antoine Marie de Bertrand, marquis de Molleville, marié à Sophie du Haget de Vernon
- Marie Rose de Bertrand de Molleville, mariée à Jean Joseph Marie de Farjonel, seigneur et baron de Puichéric, colonel d'artillerie
- Marie Éléonore Guillemette de Bertrand de Molleville, épouse de Joseph Louis Bernard Gausserand, vicomte d'Ustou Saint-Michel, militaire.

Contrairement à bien des légendes propagées au palais des Tuileries pendant la Révolution  française, ou par certains historiens, les Bertrand sont nobles et titrés. Ils sont seigneurs de Molleville, de Montels, de Quint, de Roquefère, de Villèle…  et les descendants de plusieurs capitouls. Son père, Marc Antoine de Bertrand, est marquis de Montesquieu-Volvestre, La Bastide, Le Plan, Molleville... Il fournit des preuves de noblesse en 1757 pour obtenir l’admission de l’un de ses fils dans l’ordre de Malte. Il est présent aux assemblées de la noblesse à Toulouse en 1789.
À Molleville, le château seigneurial des Bertrand du XIIIe siècle a été remanié aux XVIe siècle et XVIIIe siècle. Une église paroissiale gothique apporte du point de vue architectural, un contrepoids de légèreté face aux importantes et épaisses murailles de l'édifice flanqué de quatre tours d'angle carrées, où se voient des blasons de la famille.

### Armoiries
De Bertrand de Molleville, de Montesquieu en Languedoc, portait : « D'or au cerf en-repos de gueules, au pied d'un arbre de sinople ; au chef d'azur chargé d'une étoile d'argent à côté de deux besants du champ de l'écu ».

## Écrits
- Il écrit en 1788 un opuscule qu'il intitule :  Instructions pour MM. les subdélégués de l'intendance de Bretagne tous les conseils, toutes les informations qu'ils avaient été amenés à leur donner depuis son arrivée dans la province.
- Un autre recueil, intitulé Recueil de différens règlemens est constitué par ordre de Bertrand de Molleville, et permet aux subdélégués de l'intendant d'agir d'une manière commune.
- Canonniers, Garde-côtes – Congé militaire, édité par La Compagnie, paru en 1784.
- Observations adressées à l'Assemblée des notables, sur la composition des États-généraux, et sur la forme la plus régulière de les convoquer (1789)
- Mémoire du Ministre de la marine Bertrand de Molleville, sur la répartition & l'emploi des vingt-cinq mille soldats auxiliaires destinés pour le service de la marine (1791)
- Compte rendu par le Ministre de la marine Bertrand de Molleville, à l'Assemblée nationale
- Copie de la lettre écrite par M. de Bertrand, ministre de la marine, à M. le président de l'Assemblée nationale, le 22 février 1792
- Discours prononcé à l'Assemblée nationale, par le ministre de la marine, le 2 janvier 1792
- Histoire de la Révolution de France, par A. F. Bertrand de Moleville,...
- Mémoires secrets pour servir l'histoire de la dernière année du règne de Louis XVI (1793)
- Pensées de Louis XVI, Louis XVI et ses vertus, Révolution française Inventaire après décès d'Hervé de Tocqueville dans sa demeure de Clairoix
- Costumes des états héréditaires de la maison d'Autriche, consistant en 50 gravures coloriées, dont les descriptions ainsi que l’introduction ont été rédigées par M. B. de M., in-f°, anglais français, traduction anglaise de M. Dallas, Londres, 1804.
- L'Histoire d'Angleterre, depuis l'invasion des Romains jusqu'à la paix de 1763, avec des Tables généalogiques et politiques (Paris, 1815, 6 vol. in-8°), elle avait d'abord paru en anglais, à Londres, en 5 vol. in-8°.
- Enfin, en 1816, M. de Molleville a publié des Mémoires particuliers pour servir l'histoire de la fin du règne de Louis XVI, Paris, 2 vol. in-8°; et dont une traduction anglaise avait été imprimée à Londres, en 1797.Biographie nouvelle des contemporains, de Antoine-Vincent Arnault, p. 448 et suivantes..
- Camille Pagé dans "La coutellerie depuis l'origine jusqu'à nos jours" 1900  (ISBN 1110982674) rapport qu'on lui attribue l'invention du sécateur, outils d'une remarquable utilité. (p. 678)